# Karel Jiří Jan Leopold Josef Bees z Chrostiny
Karel Bees, celým jménem Carolus Georgius Joannes Leopolous Josephus von Bees de Krostina, česky Karel Jiří Jan Leopold Josef baron Bees z Chrostiny (22. října 1817 Konská  (dnes městská část Třince) – 21. února 1902 Drážďany, Německo), byl rakouský šlechtic a politik německé národnosti ze Slezska, v 2. polovině 19. století byl zvolen do Zemského sněmu za I. kurii velkostatků.

## Biografie
Rodiči Karla svobodného pána Bees z Chrostiny byl Franz svobodný pán Bees z Chrostiny (kolem 1780 – 1850) a jeho žena Karolina, baronka von Torgatsch. Rodina měla ve vlastnictví statky Konská a Nebory (nyní místní část města Třinec).
Karel svobodný pán Beess se oženil 22. října 1853 s Marií Adalbertou Karolína Jana Baptista Zoe Christina (* 23. září 1828 – 10. listopad 1861), dceru zemřelého Adalberta rytíře z Höpfingenu a Bergendorfu z Velichova v Čechách (německy Welchow in Böhmen, dnes obec Velichovky, okr. Náchod) a Gabriely svobodné paní Spens von Booden.
V manželství se jim narodily dcery
- Maria Adalberta Zoe Karolína Jana Hedvika Gabriela (* 23. září 1854). Provdána za Friedricha svobodného pána von Skala unda Gross-Ellgutha.
- Karolína Maria Jiřina Berta Gabriela Otilie Anna Jana Štěpánka (* 11. srpen 1857 – 26. únor 1950, Drážďany, Německo). Provdána za Rittera Gottfrieda von Herder († 22. ledna 1912, Kaunstein, Německo).
- Viola Gabriela Kamila Kristýna (* 11. duben 1862). Provdána za Rittera Alfreda Rittera Rossmanita von Florsterna.

V matrikách jsou zapsány v domě Konská č.p. 52.
V roce 1894 prodal z finančních důvodů statky Konská a Nebory rytíři Guidovi Gromhmannovi z Gronau. Rodina se posléze odstěhovala do Německa. Smrtí Karla Beese z Chrostiny tento rod vymřel po meči.